# کریپتوکوکوزیس
کریپتوکوکوزیس بیماری قارچی مشترک بین انسان و پرندگان است که از طریق ورود قارچ کریپتوکوکوس نئوفورمنس (Cryptococcus neoformans)از بدن پرندگان (به خصوص کبوتر) به دستگاه تنفسی ما ایجاد می‌شود.
این قارچ شبیه مخمرها بوده در خاکی که آلوده به مدفوع پرندگان می‌باشد زندگی می‌کند. اگر هاگهای این قارچ توسط افراد استنشاق شود، عفونت ممکن است در ریه‌ها ایجاد شود یا اینکه در افراد با ضعف ایمنی ممکن است این قارچ وارد خون شده و تمام قسمتهای بدن منتشر گردد (بویژه به مغز، پوست و استخوانها).
این بیماری به عنوان یک عفونت فرصت طلب در بیمارانی با ضعف ایمنی مانند ایدز، لنفوم هوچکین، سارکوئیدوز و شیمی درمانی دیده می‌شود.

## علایم بیمارِی
این عامل سه نوع بیماری در انسان ایجاد می‌کند:
۱. کریپتوکوکوزیس پوستی
۲. کریپتوکوکوزیس ریوی
۳. کریپتوکوکوزیس مننژی این نوع معمولاً حاصل انتشار عفونت به دنبال کریپتوکوکوزیس ریوی بوده و می‌تواند کشنده باشد.
علائم بیماری ریوی تب، خستگی، سرفه خشک و درد قفسه سینه‌است. در خطرناک‌ترین شکل این بیماری، کریپتوکوکوزیس می‌تواند باعث مننژیت (التهاب غشاهای پوشاننده مغز و طناب نخاعی) شود، علایم چنین وضعیتی شامل تب، سردرد شدید، استفراغ و سفت شدن گردن می‌باشد.

## تشخیص و درمان
تشخیص بیماری کریپتوکوکوزیس براساس شناسایی قارچ در خون، خلط، مایع مغزی نخاعی یا بافتهای بدن داده می‌شود.
درعفونتهای شدید درمان با آمفوتریسین بی (Amphotericin B) وریدی و فلوسیتوزین خوراکی می‌باشد. در بیماران مبتلا به ایدز، از بین بردن این قارچ از بدن بسیار مشکل می‌باشد با اینحال علایم این بیماری را می‌توان به میزان زیادی کنترل نمود.

## نگارخانه

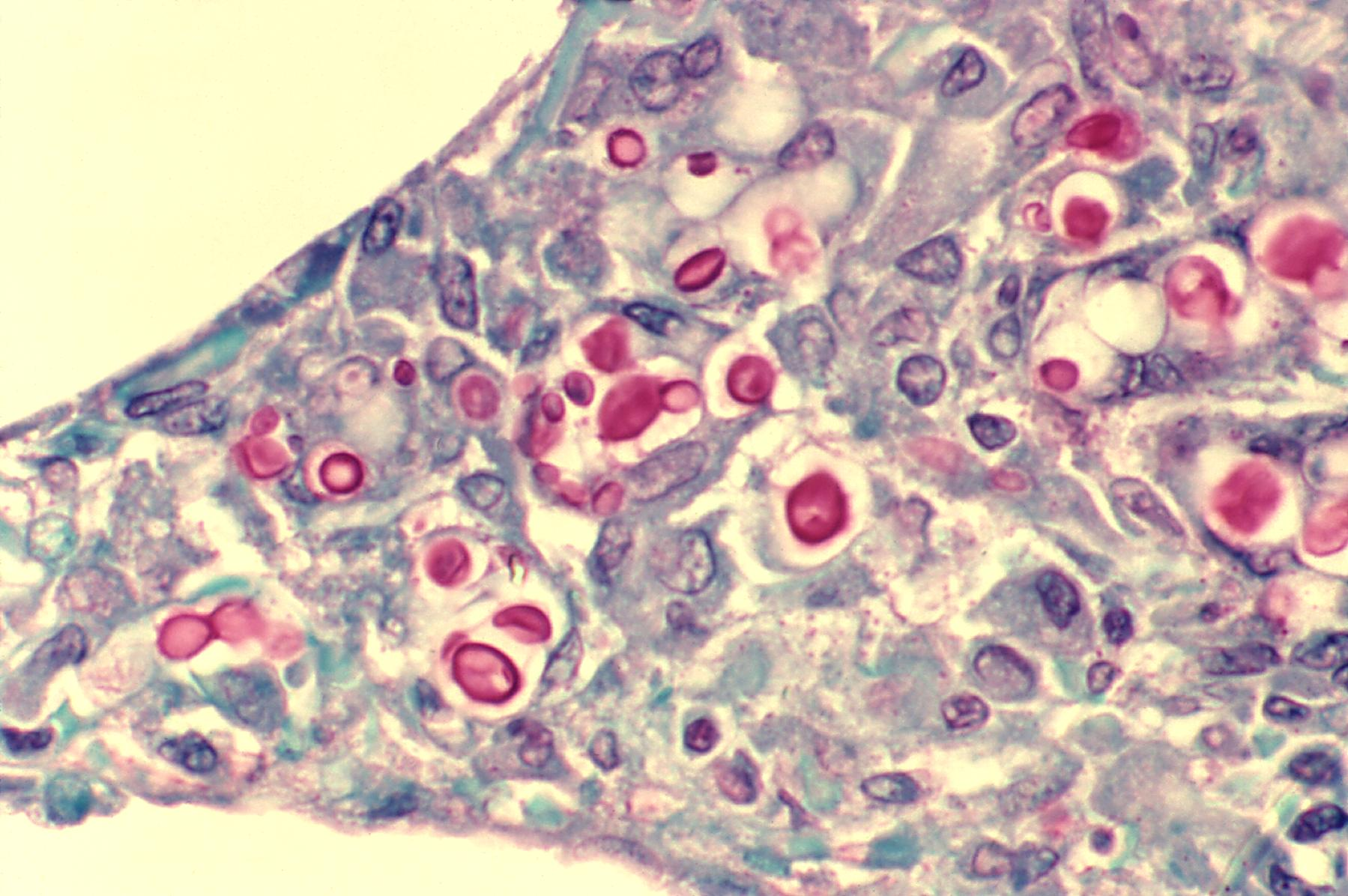
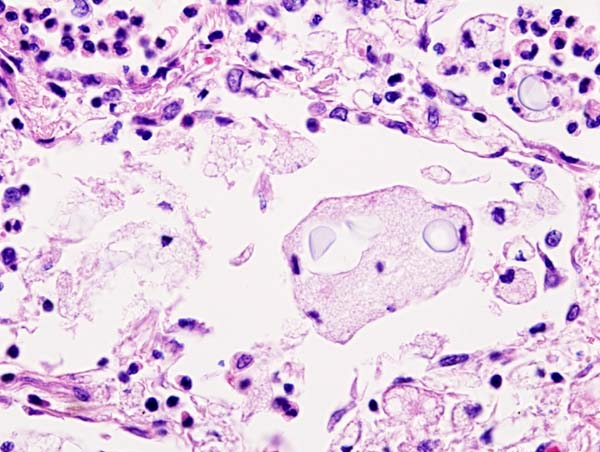
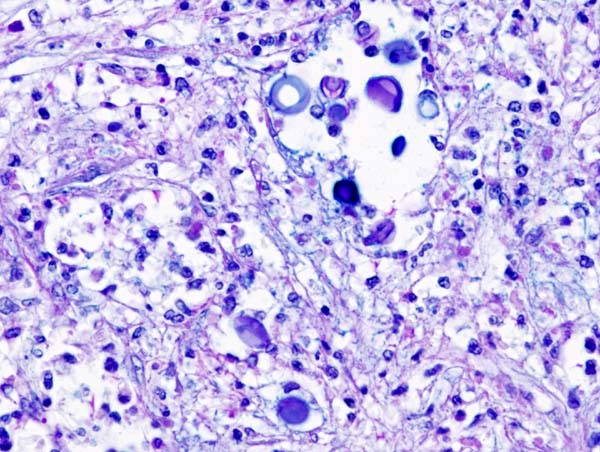
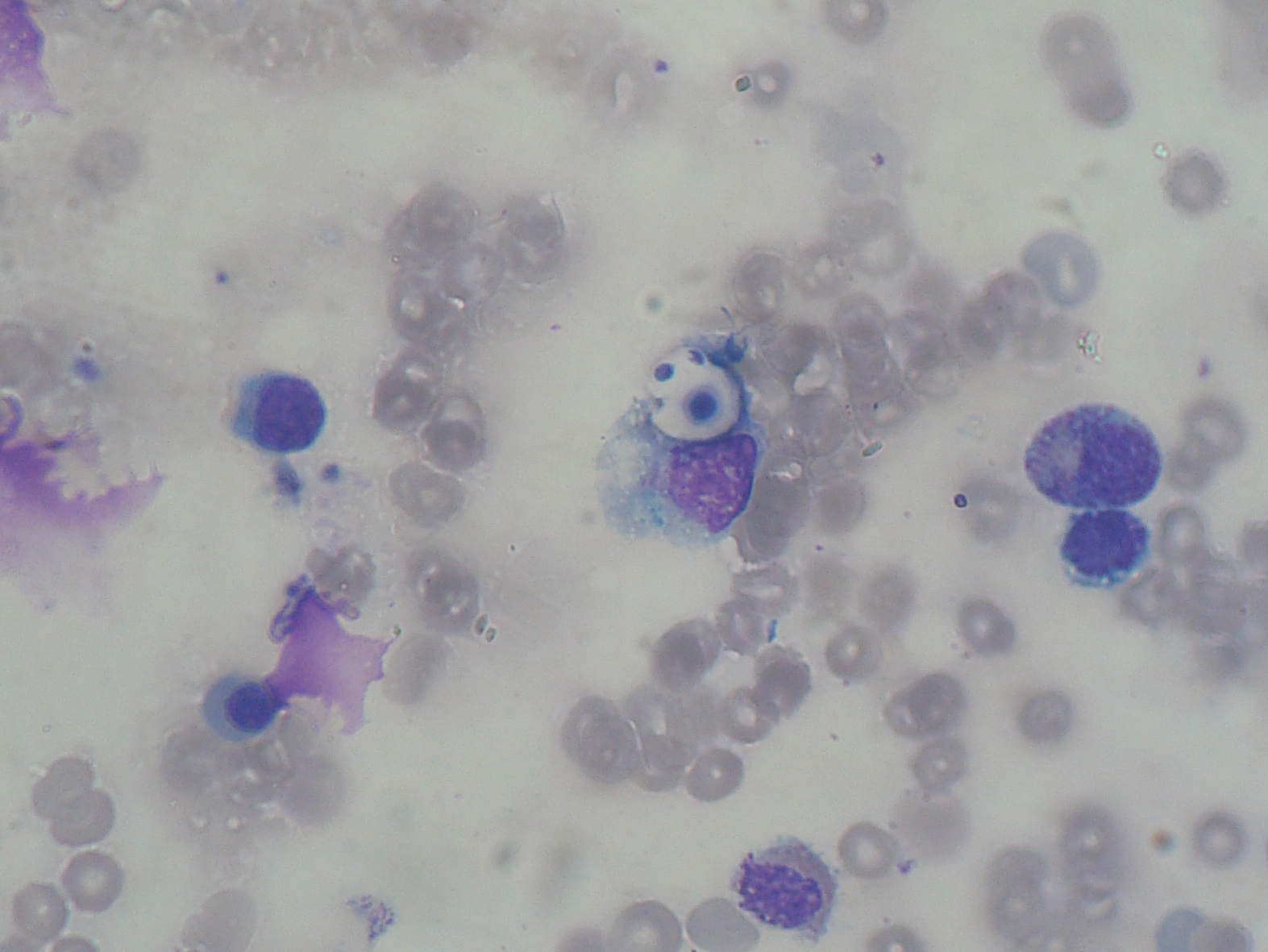
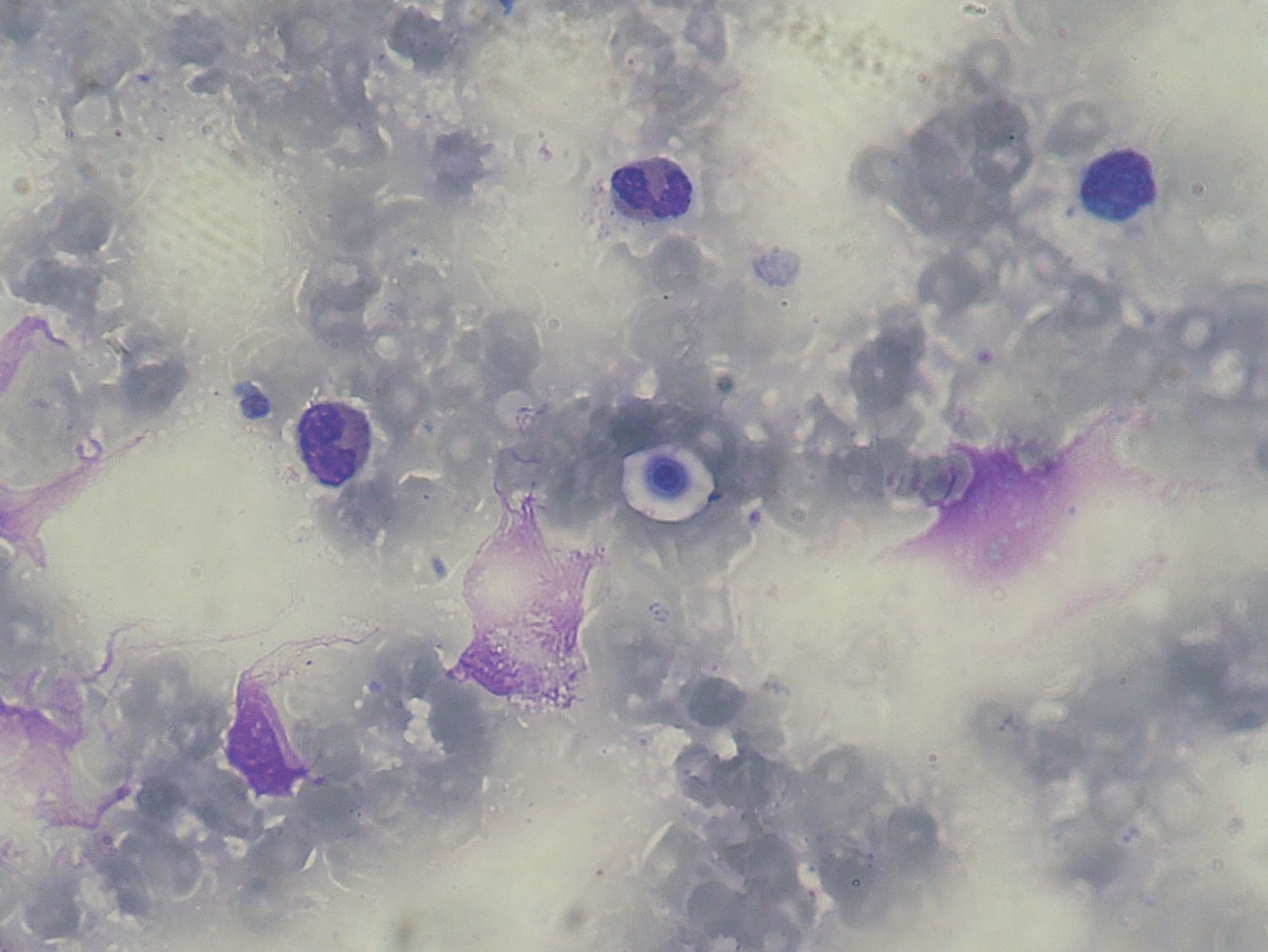
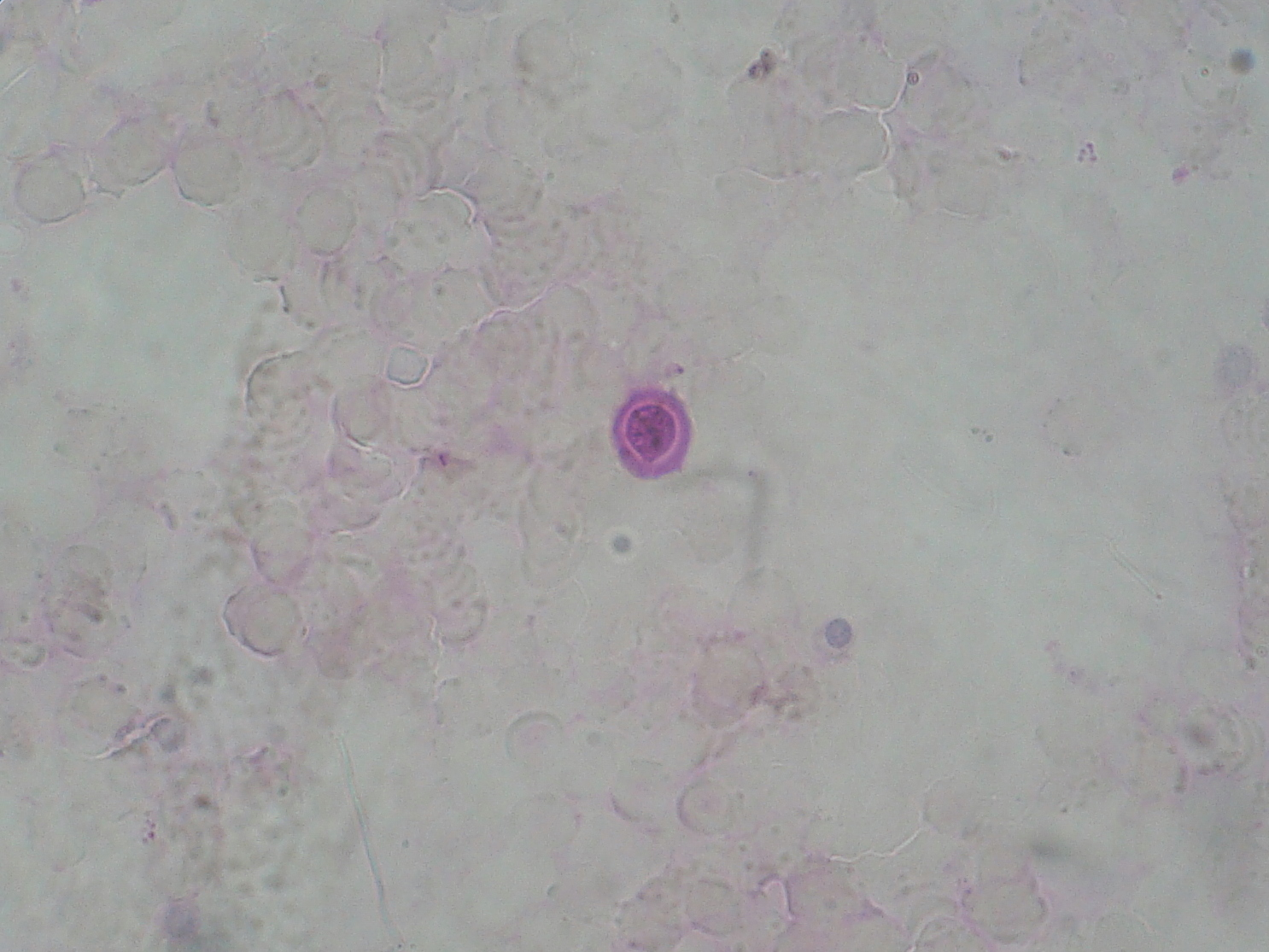